# Uroš Murn
Uroš Murn (født 9. februar 1975) er en slovensk tidligere professionel cykelrytter, som bl.a. cyklede for det professionelle cykelhold Discovery Channel. Han blev slovensk mester i landevejscykling i 2004.